# Katherine Dunham

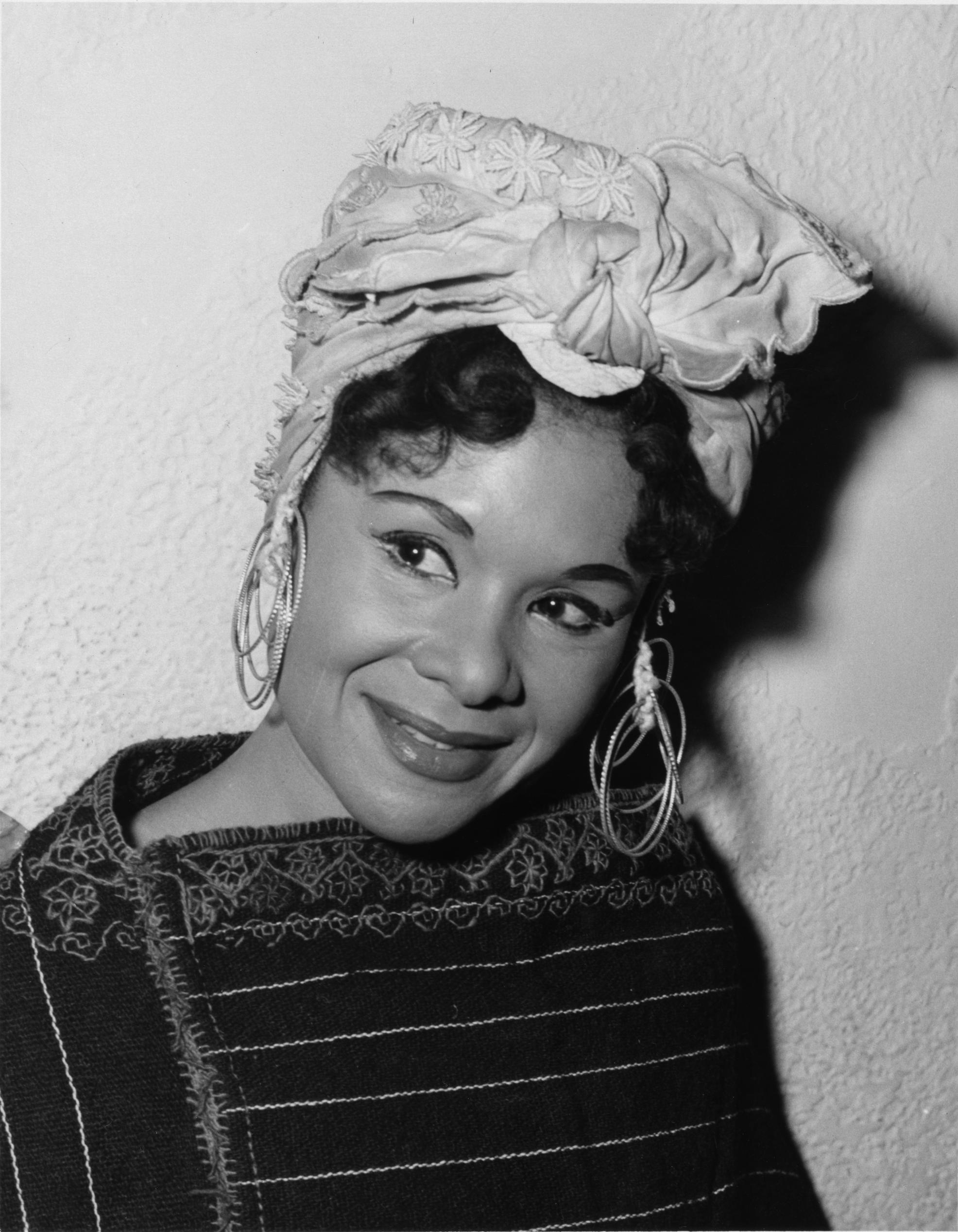
Katherine Dunham (1956)

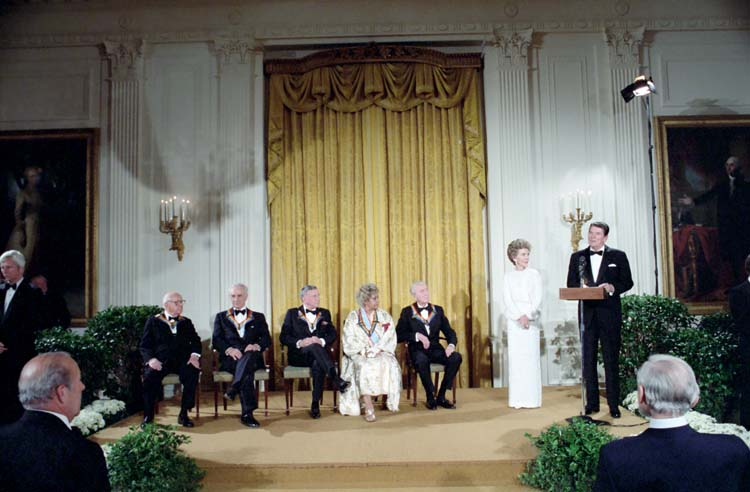
Katherine Dunham (Mitte) bei der Verleihung des Kennedy-Preis im Weißen Haus, 1983

Katherine Dunham (* 22. Juni 1909 in Joliet (Illinois); † 21. Mai 2006 in New York) war eine US-amerikanische Tänzerin, Anthropologin, Choreographin, Bürgerrechtsaktivistin und Autorin.

## Leben
Katherine Dunham studierte Tanz und Anthropologie an der Universität von Chicago, an der sie zu den ersten afroamerikanischen Studierenden zählte. Sie schloss ihr Studium mit einer Promotion in Anthropologie ab und legte mit ihrer bahnbrechenden Arbeit die Grundlagen für die akademische Disziplin der brasilianischen und karibischen Tanzanthropologie.
1931 gründete Dunham ihre erste Tanzschule in Chicago. Eine erfolgreiche Karriere als Tänzerin, mit wichtigen Rollen in Musicals, Cabarets und Opern führte sie in bedeutende Theater in Amerika und Europa. Ab 1936 verbrachte sie einige Zeit auf Haiti, wo ihr Tanz durch karibische Einflüsse weiter bereichert wurde.
Dunham war eine bedeutende Pionierin des Black Dance. 1937 gründete Dunham die Tanzgruppe Negro Dance Group, der nur „Schwarze“ angehörten. Mit ihren Auftritten in den 1930er und 1940er Jahren bezog sie Stellung gegen die Rassentrennung im amerikanischen Alltag. Später wurde die Tanzgruppe in Katherine Dunham Dance Company umbenannt.
1945 eröffnete Dunham die Dunham School of Dance and Theatre. Eine ihrer berühmtesten Schülerinnen war Eartha Kitt. 1963 wurde sie als erste Afroamerikanerin Choreographin an der Metropolitan Opera in New York. Zu ihren Schülern als Tanzpädagogin zählten James Dean und Marlon Brando.
Für ihre Arbeit wurde Dunham mehrfach ausgezeichnet, unter anderem mit zehn Ehrendoktortiteln. 1974 wurde sie in die Black Filmmakers Hall of Fame aufgenommen.
Ihre Verbundenheit mit dem haitianischen Volk und ihren Einsatz für die Bürgerrechte dokumentierte sie zu Beginn der 1990er Jahre, als sie sich entschieden für die Rechte haitianischer Flüchtlinge einsetzte. Als 82-Jährige kämpfte sie mit einem 47 Tage währenden Hungerstreik um Aufmerksamkeit für das Schicksal Haitis.

### Bücher von Katherine Dunham (Auswahl)
- A Touch of Innocence: A Memoir of Childhood. University of Chicago Press, Chicago 1994, ISBN 0-226-17112-4.
- Equality for a Lightning Bug: A Small Collection of Poems by Katherine Dunham. Authorhouse, 2004, ISBN 1-4184-0495-0.

### Bücher über Katherine Dunham (Auswahl)
- Veve A. Clark, Sara E. Johnson (Hrsg.): Kaiso!: Writings by and about Katherine Dunham. (Studies in Dance History). University of Wisconsin Press, 2006, ISBN 0-299-21274-2.
- Barbara O’Connor: Katherine Dunham: Pioneer of Black Dance. (Trailblazer Biographies). Lerner Pub, 2001, ISBN 1-57505-353-5.
- Jeannine Dominy: Katherine Dunham. (Black Americans of Achievement). Chelsea House Publishment, 1992, ISBN 0-7910-1123-2.